# 赵宗福
赵宗福（1955年12月—），笔名寒竹、秋石等，男，青海湟中人，中国民俗学家，曾任中国民俗学会副会长，青海省社会科学院院长、党组书记。